# Lesquielles-Saint-Germain
Pour les articles homonymes, voir Saint-Germain.
Lesquielles-Saint-Germain [lekjɛl sɛ̃ ʒɛʁmɛ̃] est une commune française située dans le département de l'Aisne, en région Hauts-de-France.

## Géographie
Lesquielles-Saint-Germain se situe à quelques kilomètres au nord de l'agglomération de Guise.

### Communes limitrophes
| Grand-Verly | Tupigny                   | Iron              |
| Vadencourt  | Lesquielles-Saint-Germain | Villers-lès-Guise |
|             | Guise                     |                   |

### Hydrographie
La commune est située dans le bassin Seine-Normandie. Elle est drainée par l'Oise, le ruisseau des Fonds, la rigole de l'Oise, divers bras de l'Oise et un autre petit cours d'eau,.
L'Oise prend sa source en Belgique, à 309 mètres d'altitude, dans l'ancienne commune de Forges et se jette dans la Seine à 20 mètres d'altitude, au Pointil en rive droite et en aval du centre de Conflans-Sainte-Honorine dans le département des Yvelines. D'une longueur 341 kilomètres, elle est presque entièrement navigable et bordée de canaux sur 104 kilomètres. Les caractéristiques hydrologiques de l'Oise sont données par la station hydrologique située sur la commune de Flavigny-le-Grand-et-Beaurain. Le débit moyen mensuel est de 11,2 m3/s. Le débit moyen journalier maximum est de 201 m3/s, atteint lors de la crue du 16 juillet 2021. Le débit instantané maximal est quant à lui de 218 m3/s, atteint le 15 juillet 2021.

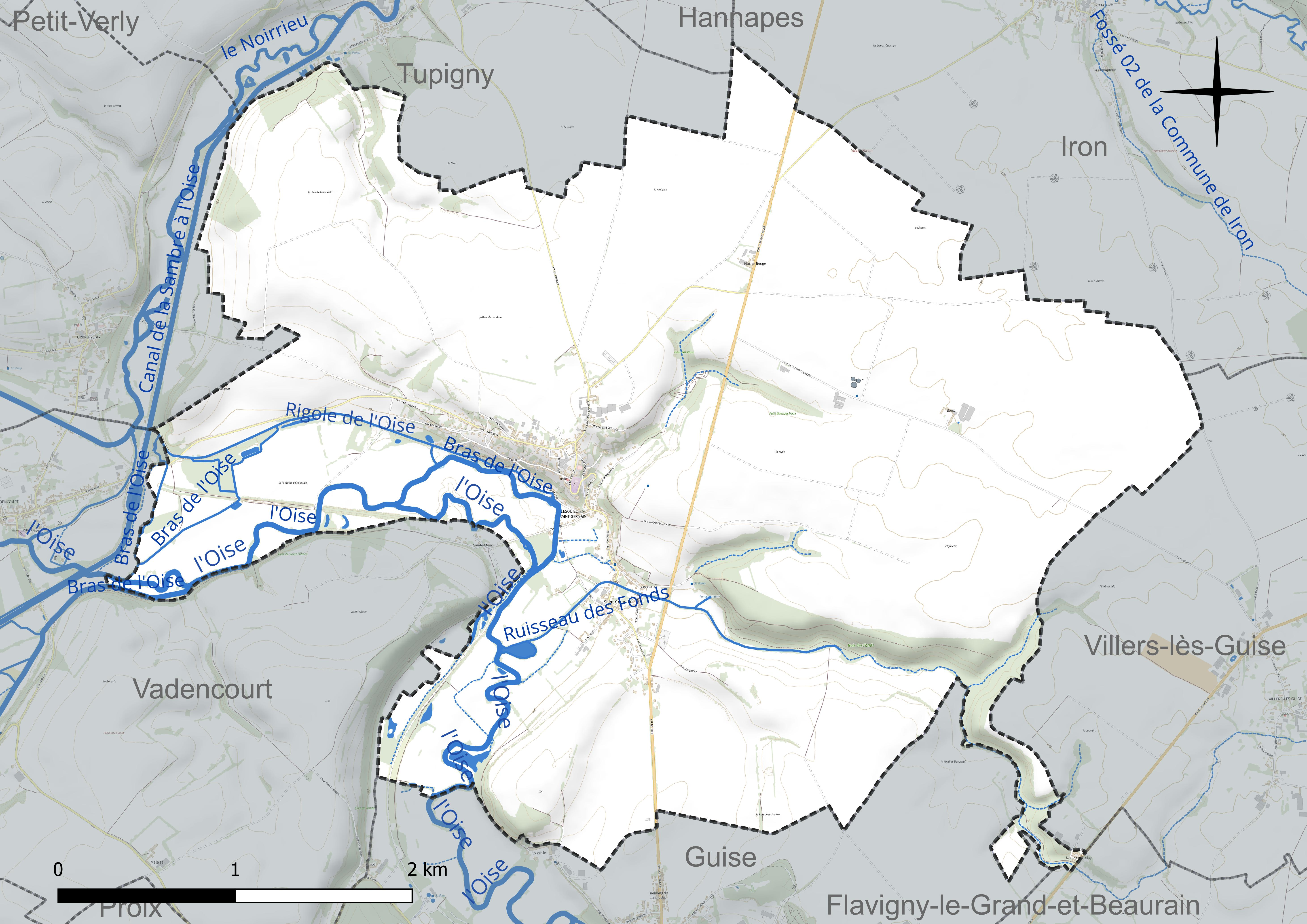
Réseau hydrographique de Lesquielles-Saint-Germain.

Un plan d'eau complète le réseau hydrographique : le plan d'eau 1 de la commune de Lesquielles-Saint-Germain (1,3 ha),.

### Climat
Pour des articles plus généraux, voir Climat des Hauts-de-France et Climat de l'Aisne.
En 2010, le climat de la commune est de type climat océanique dégradé des plaines du Centre et du Nord, selon une étude du CNRS s'appuyant sur une série de données couvrant la période 1971-2000. En 2020, Météo-France publie une typologie des climats de la France métropolitaine dans laquelle la commune est exposée à un climat océanique altéré et est dans la région climatique Nord-est du bassin Parisien, caractérisée par un ensoleillement médiocre, une pluviométrie moyenne régulièrement répartie au cours de l'année et un hiver froid (3 °C).
Pour la période 1971-2000, la température annuelle moyenne est de 10 °C, avec une amplitude thermique annuelle de 14,9 °C. Le cumul annuel moyen de précipitations est de 801 mm, avec 12,6 jours de précipitations en janvier et 9,6 jours en juillet. Pour la période 1991-2020, la température moyenne annuelle observée sur la station météorologique la plus proche, située sur la commune de Fontaine-lès-Vervins à 22 km à vol d'oiseau, est de 10,5 °C et le cumul annuel moyen de précipitations est de 826,3 mm,. Pour l'avenir, les paramètres climatiques de la commune estimés pour 2050 selon différents scénarios d'émission de gaz à effet de serre sont consultables sur un site dédié publié par Météo-France en novembre 2022.

## Urbanisme

### Typologie
Au 1er janvier 2024, Lesquielles-Saint-Germain est catégorisée commune rurale à habitat dispersé, selon la nouvelle grille communale de densité à 7 niveaux définie par l'Insee en 2022.
Elle est située hors unité urbaine. Par ailleurs la commune fait partie de l'aire d'attraction de Guise, dont elle est une commune de la couronne,. Cette aire, qui regroupe 21 communes, est catégorisée dans les aires de moins de 50 000 habitants,.

### Occupation des sols
L'occupation des sols de la commune, telle qu'elle ressort de la base de données européenne d'occupation biophysique des sols Corine Land Cover (CLC), est marquée par l'importance des territoires agricoles (91,4 % en 2018), en diminution par rapport à 1990 (93,3 %). La répartition détaillée en 2018 est la suivante : 
terres arables (68,2 %), prairies (23,2 %), zones urbanisées (4,3 %), forêts (4,3 %).
L'évolution de l'occupation des sols de la commune et de ses infrastructures peut être observée sur les différentes représentations cartographiques du territoire : la carte de Cassini (XVIIIe siècle), la carte d'état-major (1820-1866) et les cartes ou photos aériennes de l'IGN pour la période actuelle (1950 à aujourd'hui).

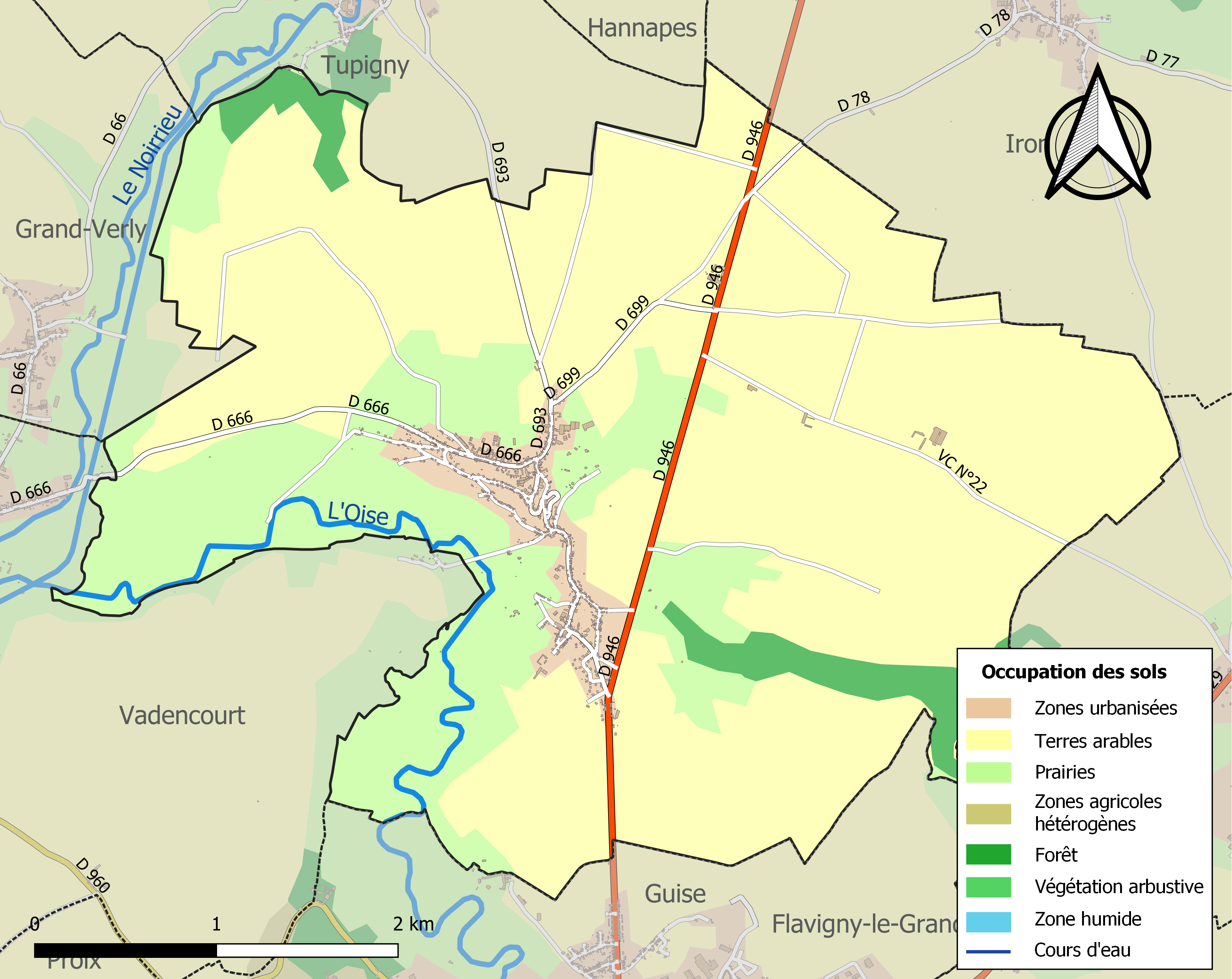
Carte de l'occupation des sols de la commune en 2018 (CLC).

## Toponymie
Lesquielles est attesté sous les formes Lescherie (1133) ; Castrum de Lecheriis (1133) ; Lischeria (1133) ; Ecclesia de Lesceriis (1134) ; Leskerie (1139) ; Lecherie (1145) ; Lecerie (1152) ; Lescheres (1154) ; Leskieres (1158) ; Leschieres (1161) ; Leschirie (1176) ; Leschœrie (1186) ; Eschelie (1196) ; Leskherie (1202) ; Leschierie (1243) ; Leschieles, Leschielles (1245) ; Lesquerie (1248) ; Lesquieles (1272) ; Leschierez (1322) ; Lesquieres (1325) ; Prioré de Saint-Jehan de Lekele (1328) ; Lesquiles (1334) ; Scalis (1340) ; Lesquiellez (1352) ; Lesquielles-en-Theraisce (1566) ; Lesquielle (1620) ; Lequelles (1643) ; Lesquelle (1681).

Dérivé de Liskaria, formé sur le nom commun germanique liska : « jonc », attesté au Ve siècle. Pluriel du picard *lesquière, équivalent de l'oïl leschere « roseau ».
Saint-Germain, ancien hameau de la commune, est attesté sous les formes Sancti-Germani (1133) ; Saint-Germain-deles-Lesquières (1369) ; Sainct-Germain-soubz-Lesquielle (1550) ; Saint-Germain-lez-Lesquielles-en-Theraisse (1566) ; Sainct-Germain (1630).

Saint-Germain est un hagiotoponyme qui fait référence à un Saint Germain, probablement à Germain le Scot. Le plus célèbre, en France, est saint Germain d'Auxerre.

## Histoire
Lors d'une guerre médiévale, le village de La Capelle fut livré aux flammes, certains habitants sauvèrent les reliques de Sainte Grimonie et les confièrent au village de Lesquielles, qui possédait déjà les reliques de Sainte Preuve de Laon.

### L'ancienne voie ferrée
De 1875 à 1950, Lesquielles-Saint-Germain a possédé une gare située dans le bas du village, aujourd'hui rue de La Gare, et qui est de nos jours transformée en habitation.
Cette gare avait la particularité de posséder deux lignes de chemin de fer : la ligne à voie métrique (écartement des rails de 1 m) de Bohain à Guise du chemin de fer de Guise au Catelet, ainsi que la ligne de Laon au Cateau reliant Guise à Busigny et Guise à Saint-Quentin à voie normale (écartement de 1,435 m) : ces deux voies se côtoyaient jusque Guise.
Dans les années 1950, le trafic décline, du fait de l'essor du transport des marchandises par camion et des voyageurs par autobus et les lignes sont fermées.

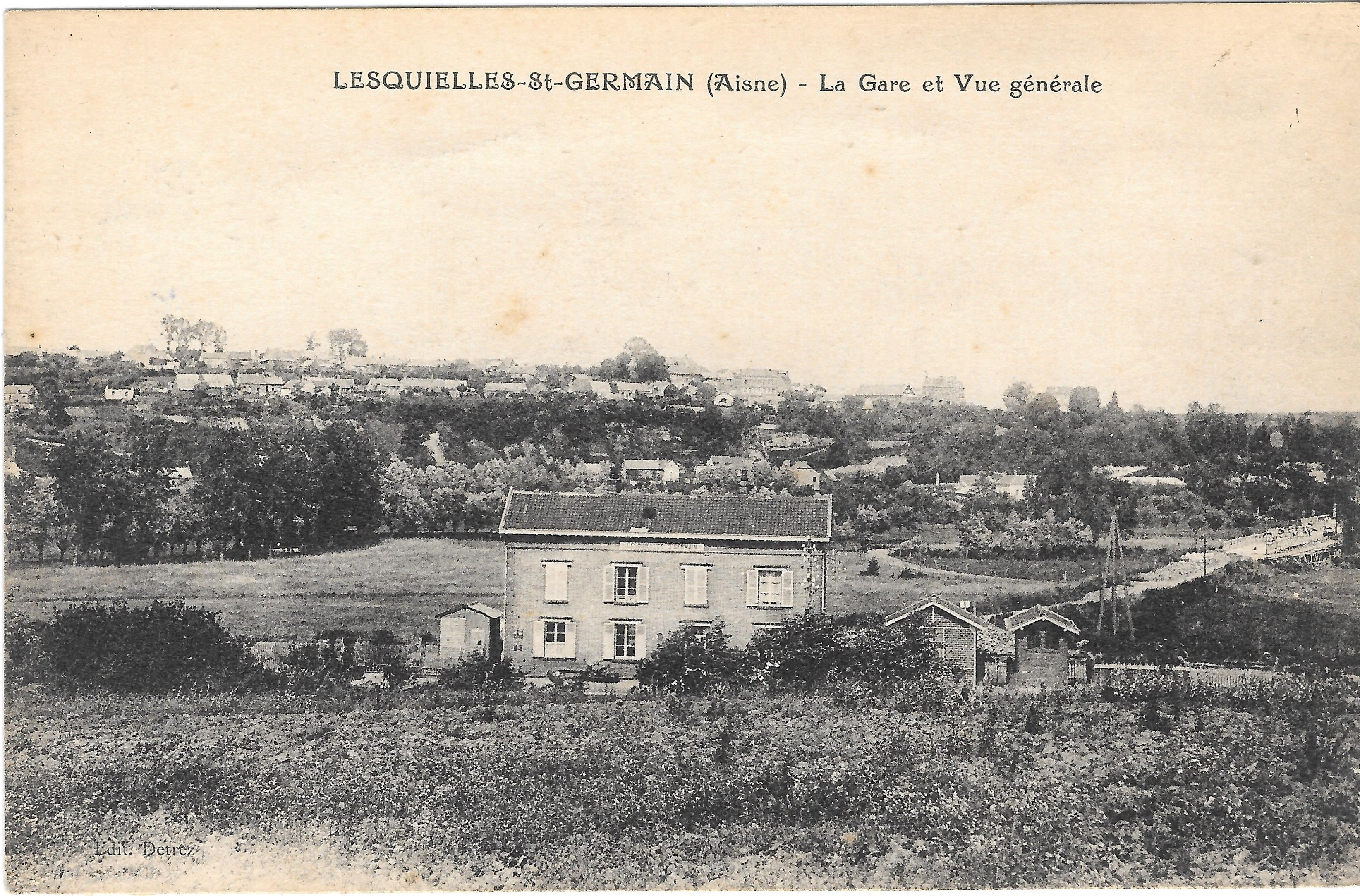
La gare vers 1910 (carte postale).
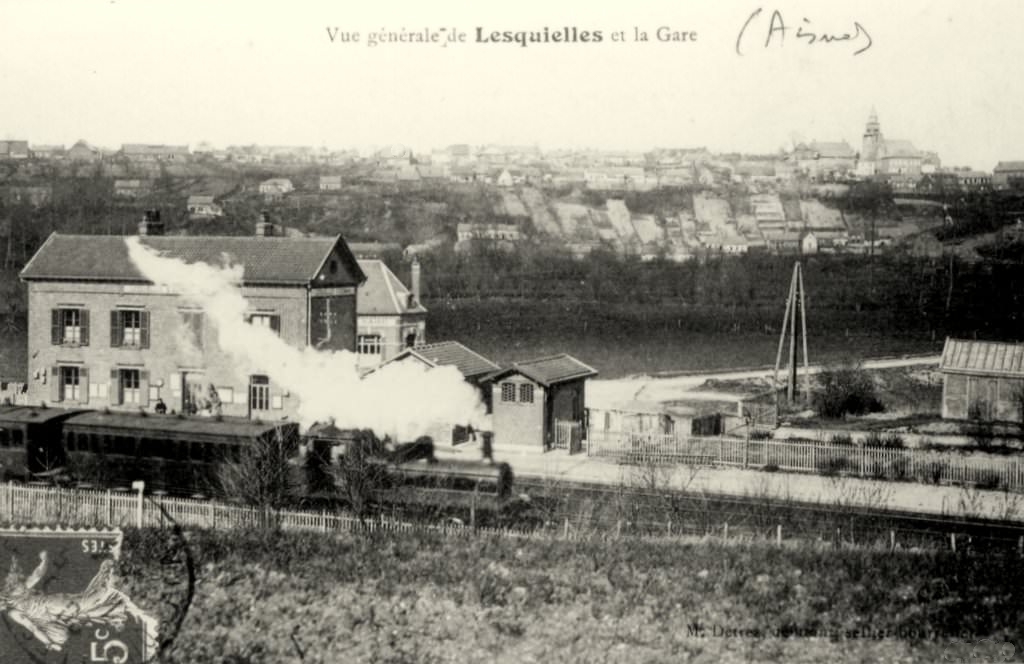
La gare vers 1910 (carte postale).
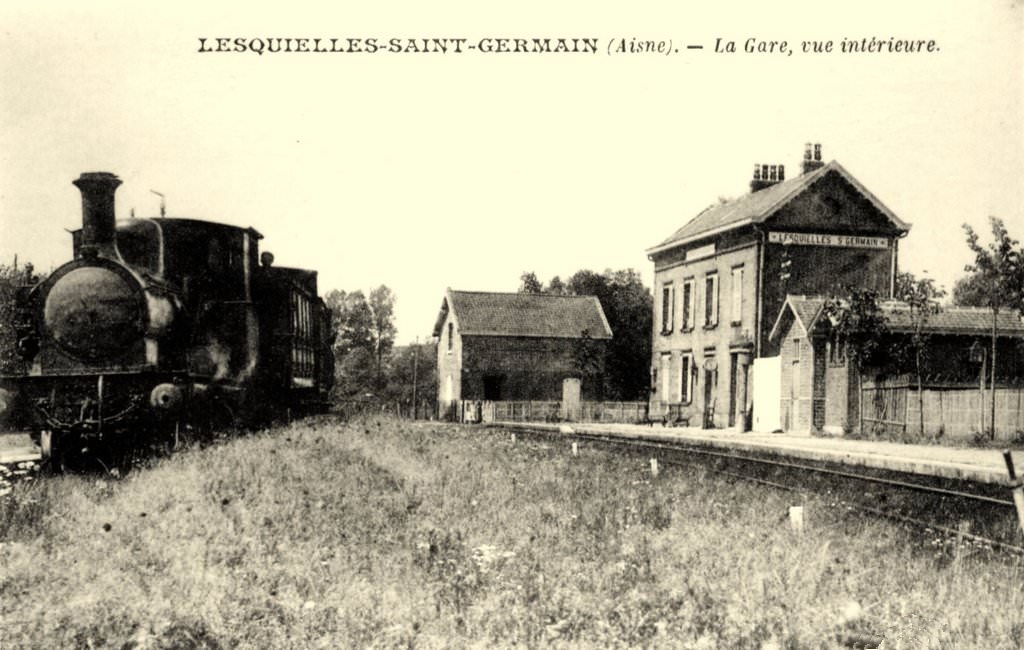
La gare vers 1910 (on distingue nettement les deux voies).
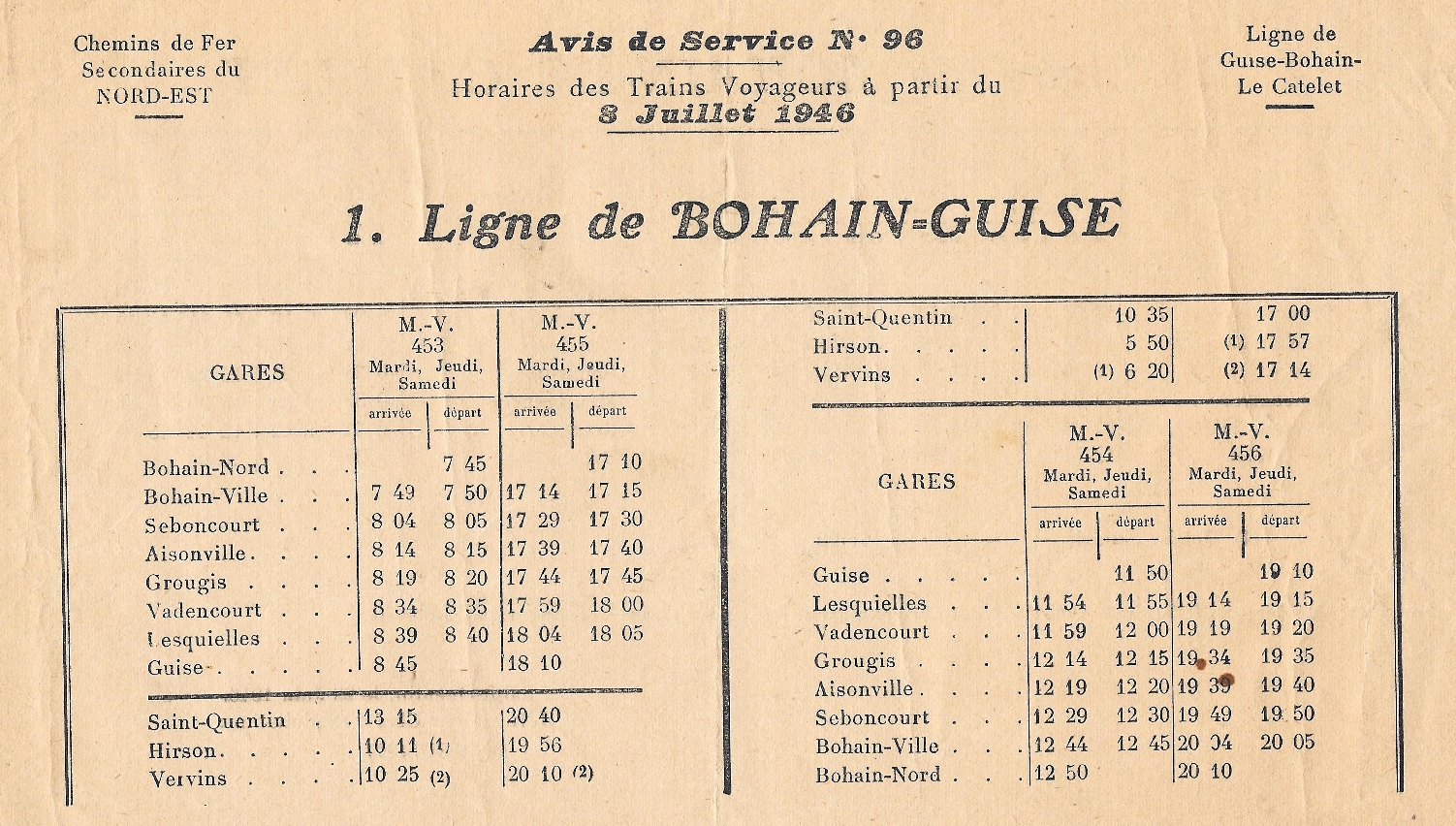
Horaire des trains en 1946.
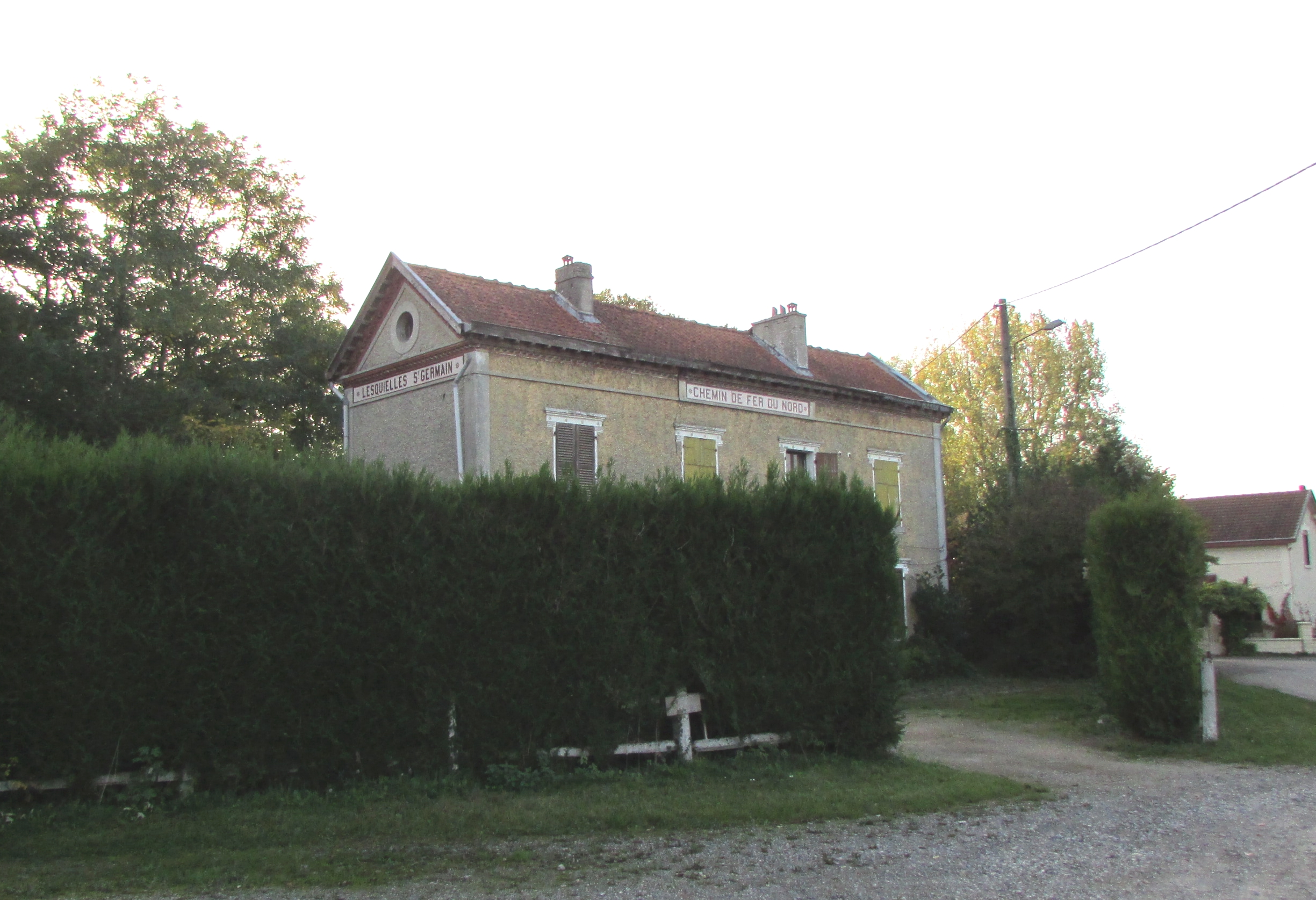
L'ancienne gare de nos jours devenue une habitation.

## Politique et administration

### Découpage territorial
La commune de Lesquielles-Saint-Germain est membre de la communauté de communes Thiérache Sambre et Oise, un établissement public de coopération intercommunale (EPCI) à fiscalité propre créé le 1er janvier 2017 dont le siège est à Guise. Ce dernier est par ailleurs membre d'autres groupements intercommunaux.
Sur le plan administratif, elle est rattachée à l'arrondissement de Vervins, au département de l'Aisne et à la région Hauts-de-France. Sur le plan électoral, elle dépend du  canton de Guise pour l'élection des conseillers départementaux, depuis le redécoupage cantonal de 2014 entré en vigueur en 2015, et de la troisième circonscription de l'Aisne  pour les élections législatives, depuis le dernier découpage électoral de 2010.

### Administration municipale
| Période                                  | Période | Identité       | Étiquette | Qualité |
| ---------------------------------------- | ------- | -------------- | --------- | ------- |
| Les données manquantes sont à compléter. |         |                |           |         |
| 1748                                     |         | Jean Bourgeois |           |         |

| Période                                  | Période                       | Identité         | Étiquette | Qualité                                    |
| ---------------------------------------- | ----------------------------- | ---------------- | --------- | ------------------------------------------ |
| Les données manquantes sont à compléter. |                               |                  |           |                                            |
| 1965                                     | 2001                          | Bernard Legros   |           |                                            |
| mars 2001                                | mars 2008                     | Thérèse Beaufort |           |                                            |
| mars 2008                                | juillet 2020                  | Francine Brusset | DVG       | Professeur Réélue pour le mandat 2014-2020 |
| juillet 2020,                            | En cours (au 12 juillet 2020) | Bouchra Dumange  |           |                                            |

## Démographie
L'évolution du nombre d'habitants est connue à travers les recensements de la population effectués dans la commune depuis 1793. Pour les communes de moins de 10 000 habitants, une enquête de recensement portant sur toute la population est réalisée tous les cinq ans, les populations de référence des années intermédiaires étant quant à elles estimées par interpolation ou extrapolation. Pour la commune, le premier recensement exhaustif entrant dans le cadre du nouveau dispositif a été réalisé en 2008.

En 2022, la commune comptait 776 habitants, en évolution de −4,08 % par rapport à 2016 (Aisne : −1,97 %, France hors Mayotte : +2,11 %).
| 1793  | 1800  | 1806  | 1821  | 1831  | 1836  | 1841  | 1846  | 1851  |
| ----- | ----- | ----- | ----- | ----- | ----- | ----- | ----- | ----- |
| 1 000 | 1 063 | 1 233 | 1 336 | 1 551 | 1 520 | 1 635 | 1 694 | 1 760 |

| 1856  | 1861  | 1866  | 1872  | 1876  | 1881  | 1886  | 1891  | 1896  |
| ----- | ----- | ----- | ----- | ----- | ----- | ----- | ----- | ----- |
| 1 737 | 1 747 | 1 800 | 1 849 | 1 760 | 1 696 | 1 480 | 1 455 | 1 508 |

| 1901  | 1906  | 1911  | 1921  | 1926  | 1931  | 1936  | 1946  | 1954  |
| ----- | ----- | ----- | ----- | ----- | ----- | ----- | ----- | ----- |
| 1 522 | 1 520 | 1 782 | 1 545 | 1 912 | 1 885 | 1 838 | 1 648 | 1 718 |

| 1962  | 1968 | 1975 | 1982 | 1990 | 1999 | 2006 | 2008 | 2013 |
| ----- | ---- | ---- | ---- | ---- | ---- | ---- | ---- | ---- |
| 1 604 | 961  | 852  | 803  | 832  | 848  | 862  | 864  | 817  |

| 2018 | 2022 | - | - | - | - | - | - | - |
| ---- | ---- | - | - | - | - | - | - | - |
| 810  | 776  | - | - | - | - | - | - | - |

## Lieux et monuments

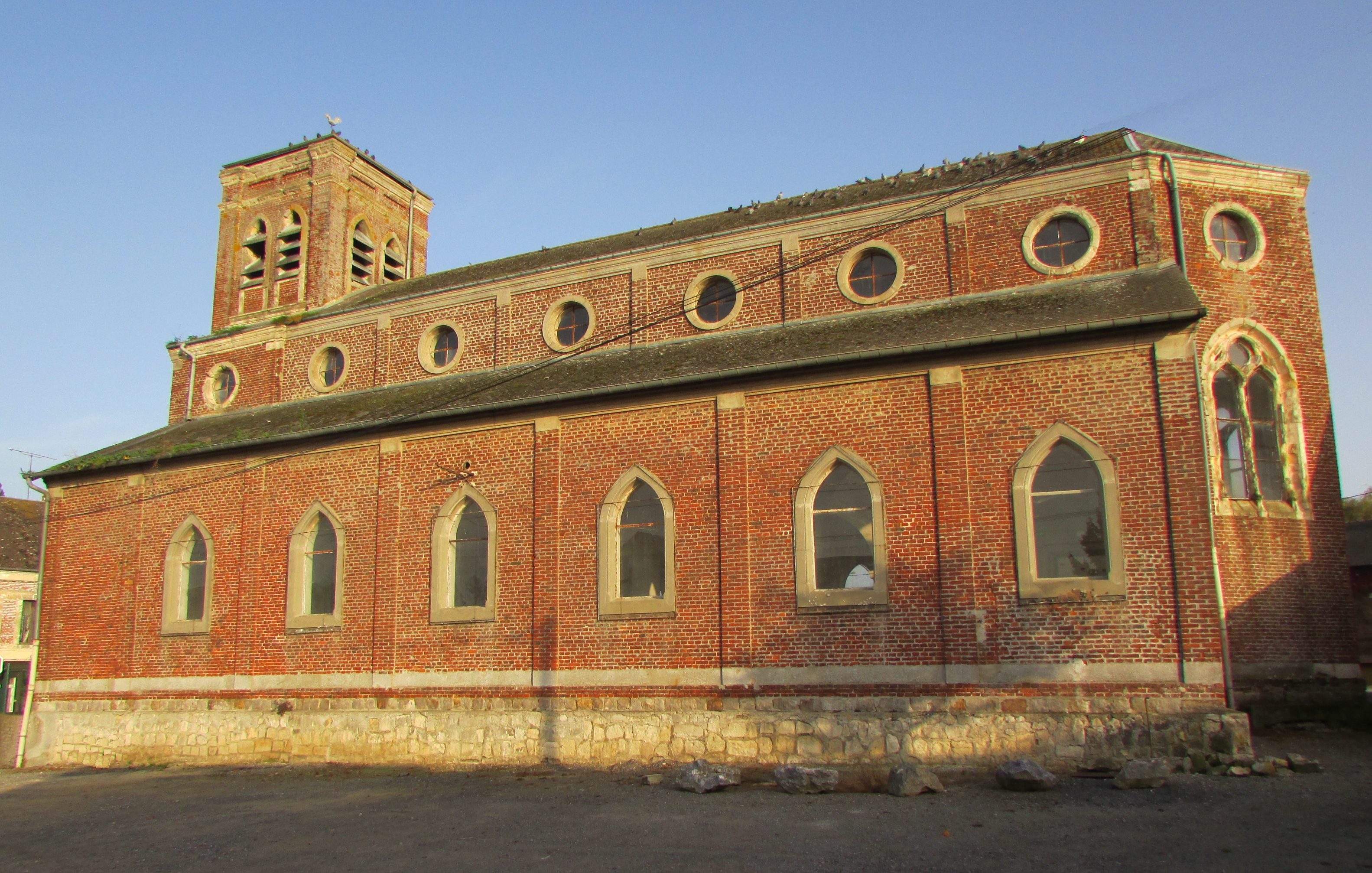
L'ancienne église de Saint-Germain.

- Église Saint-Jean-Baptiste de Lesquielles-Saint-Germain.
- Eglise Saint-Germain. Ancienne église de Saint-Germain, aujourd'hui désaffectée.
- Oratoire Saint-Jean-Baptiste : construit par un couple de la paroisse en 1789, il est orné en façade d'un rare décor de pilastres[34].

## Galerie

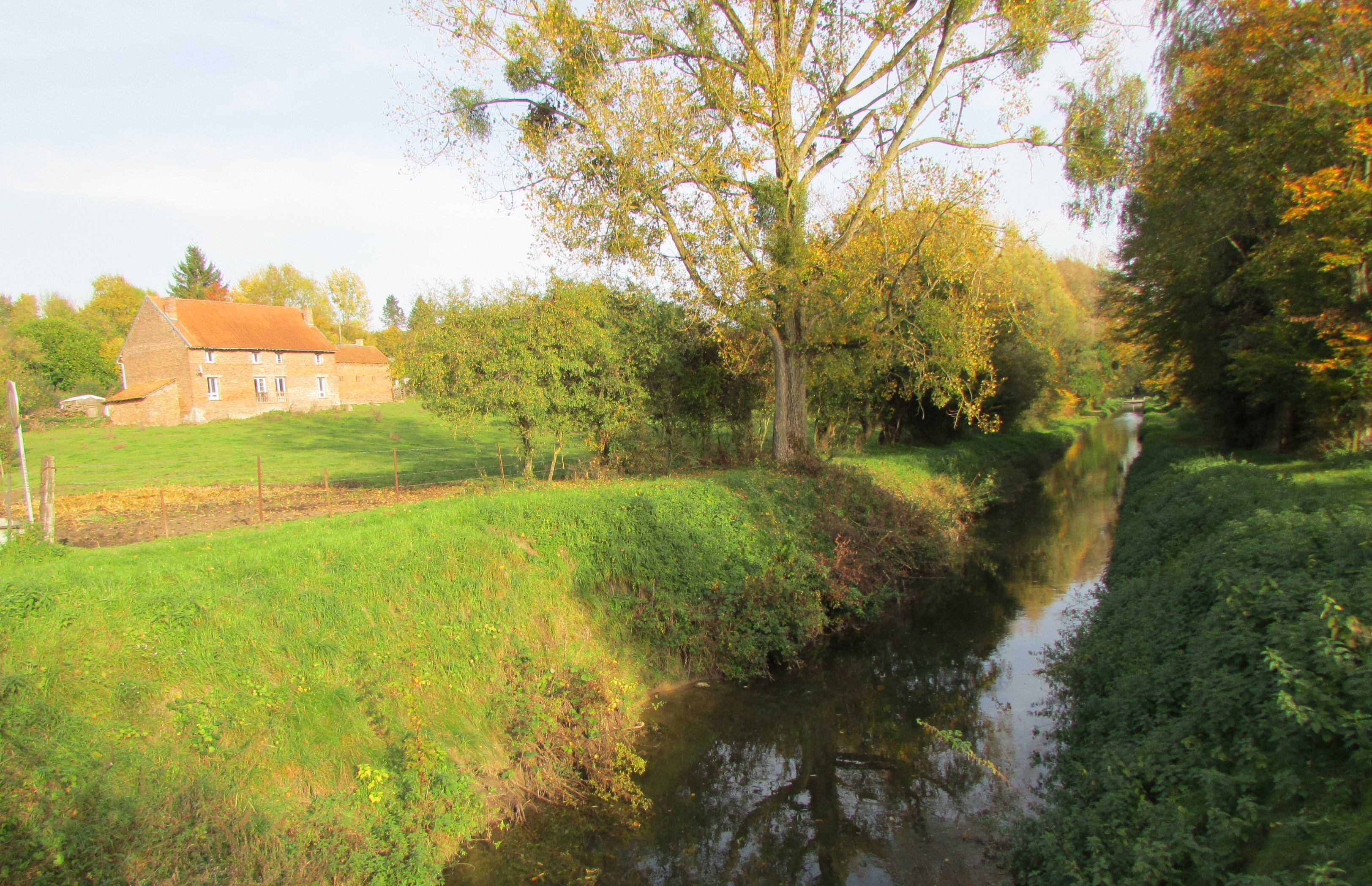
Vue depuis la Riogole de l'Oise.
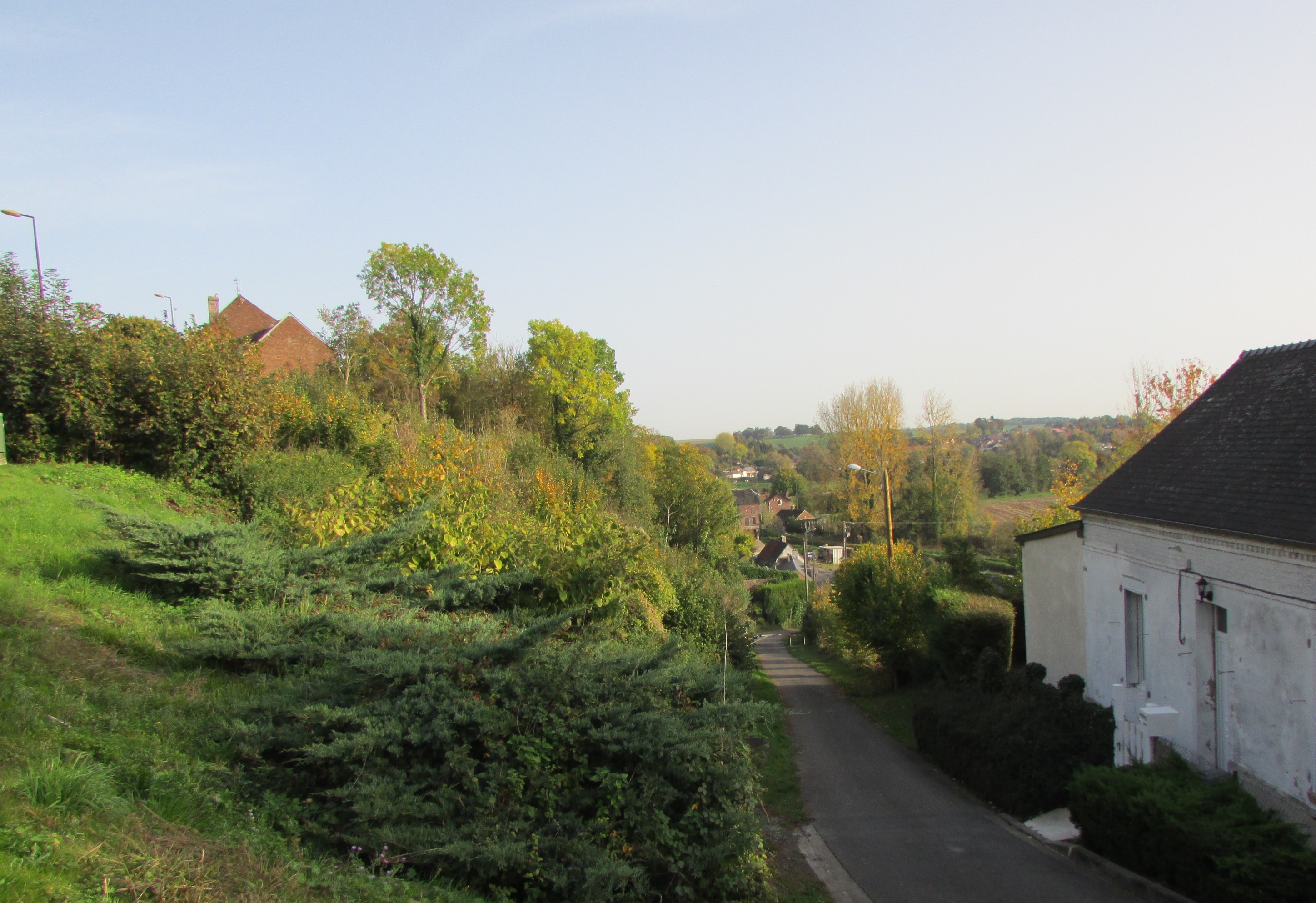
La rue de la Montagne-Blanche.
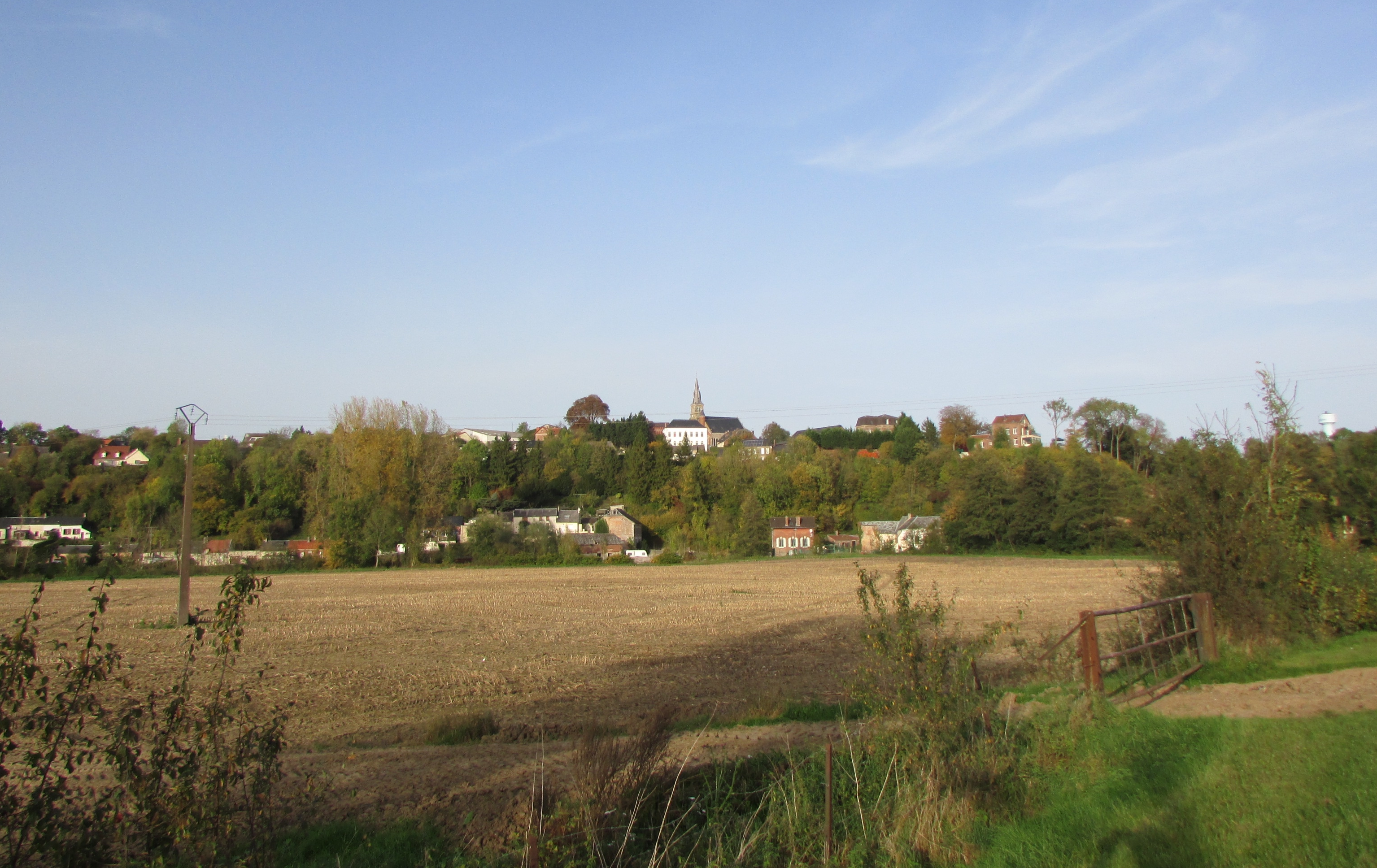
Vue de Lesquielles depuis les rives de l'Oise.
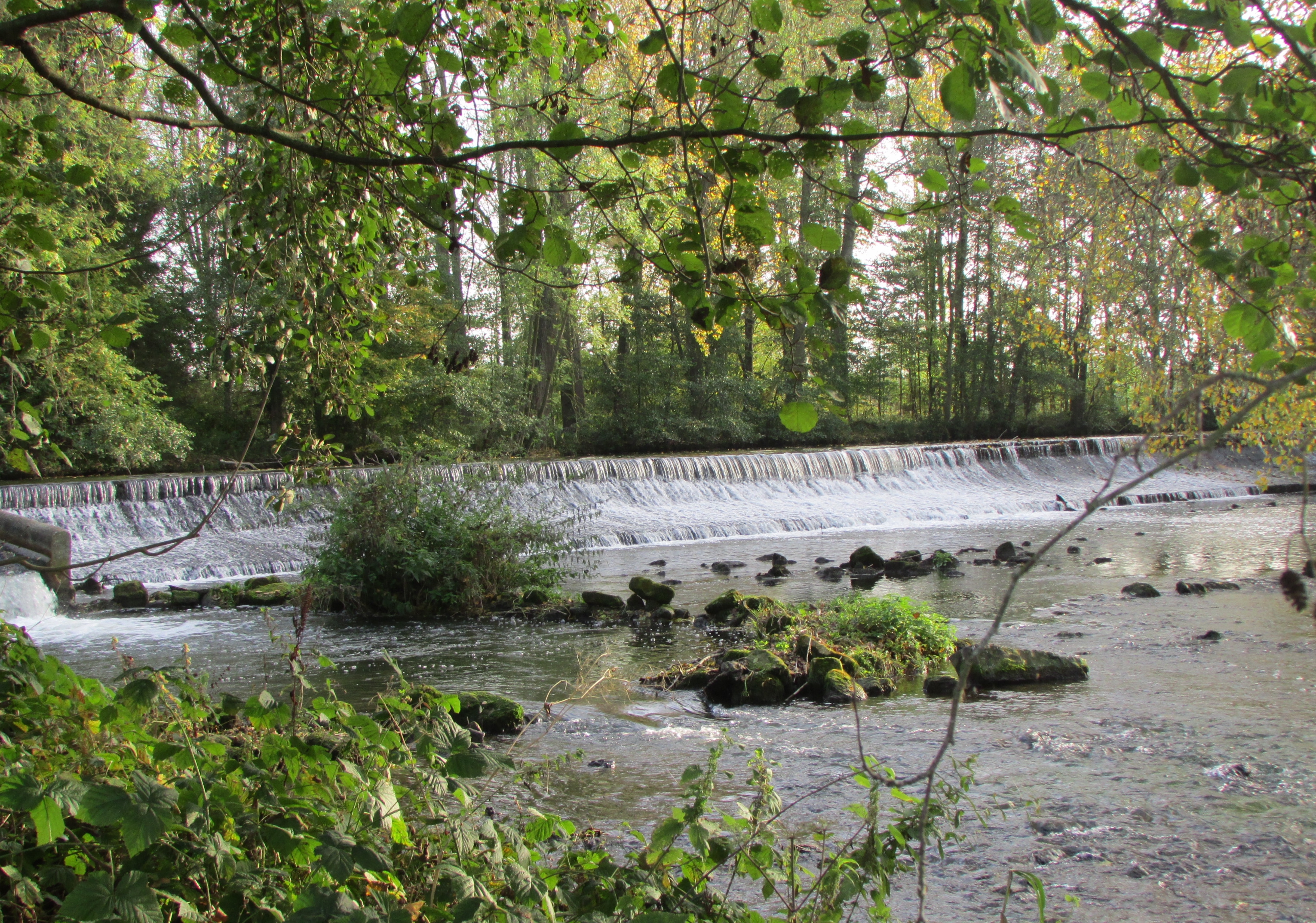
Chute d'eau sur l'Oise.
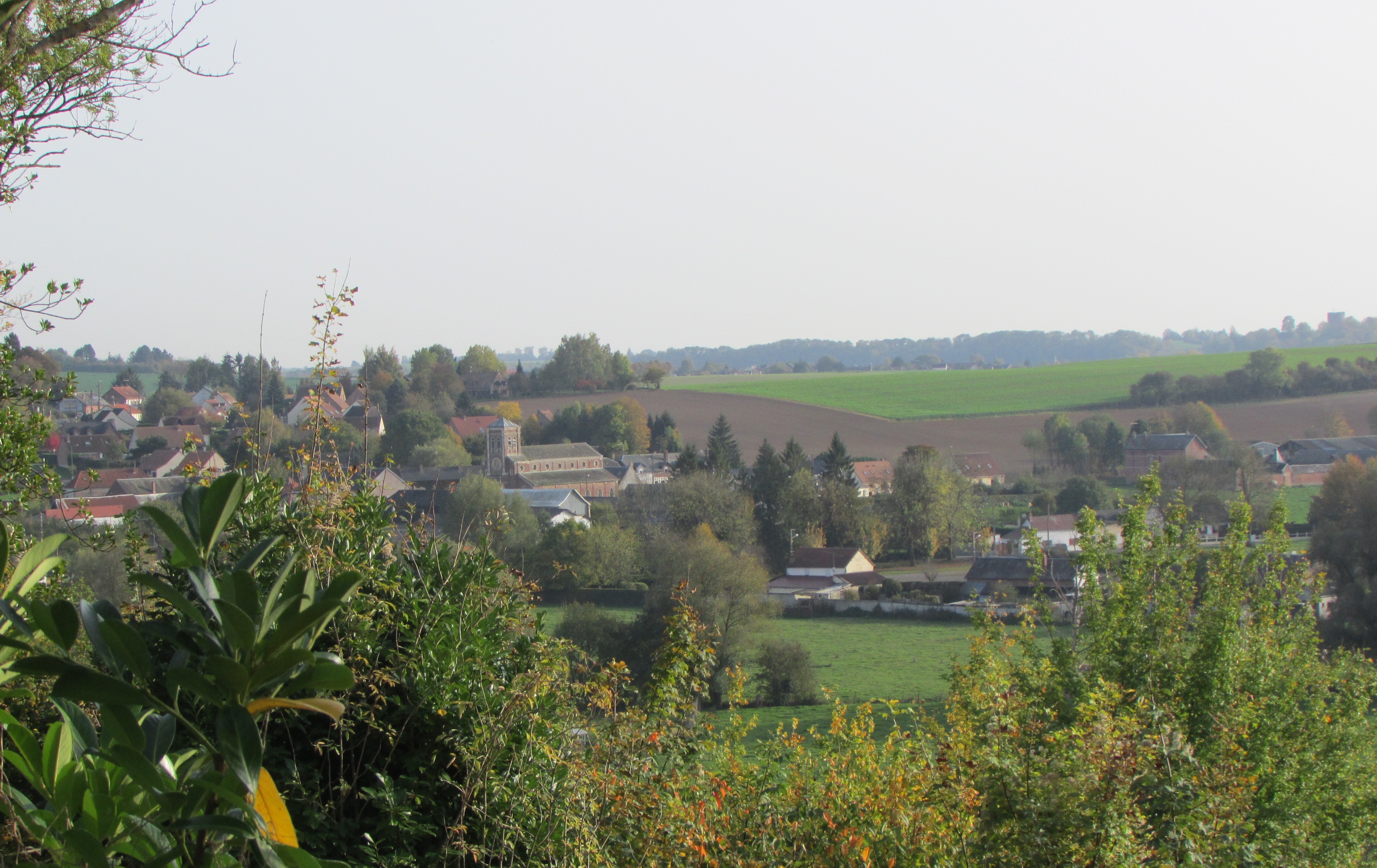
Vue de Saint-Germain depuis les hauteurs de Lesquielles.
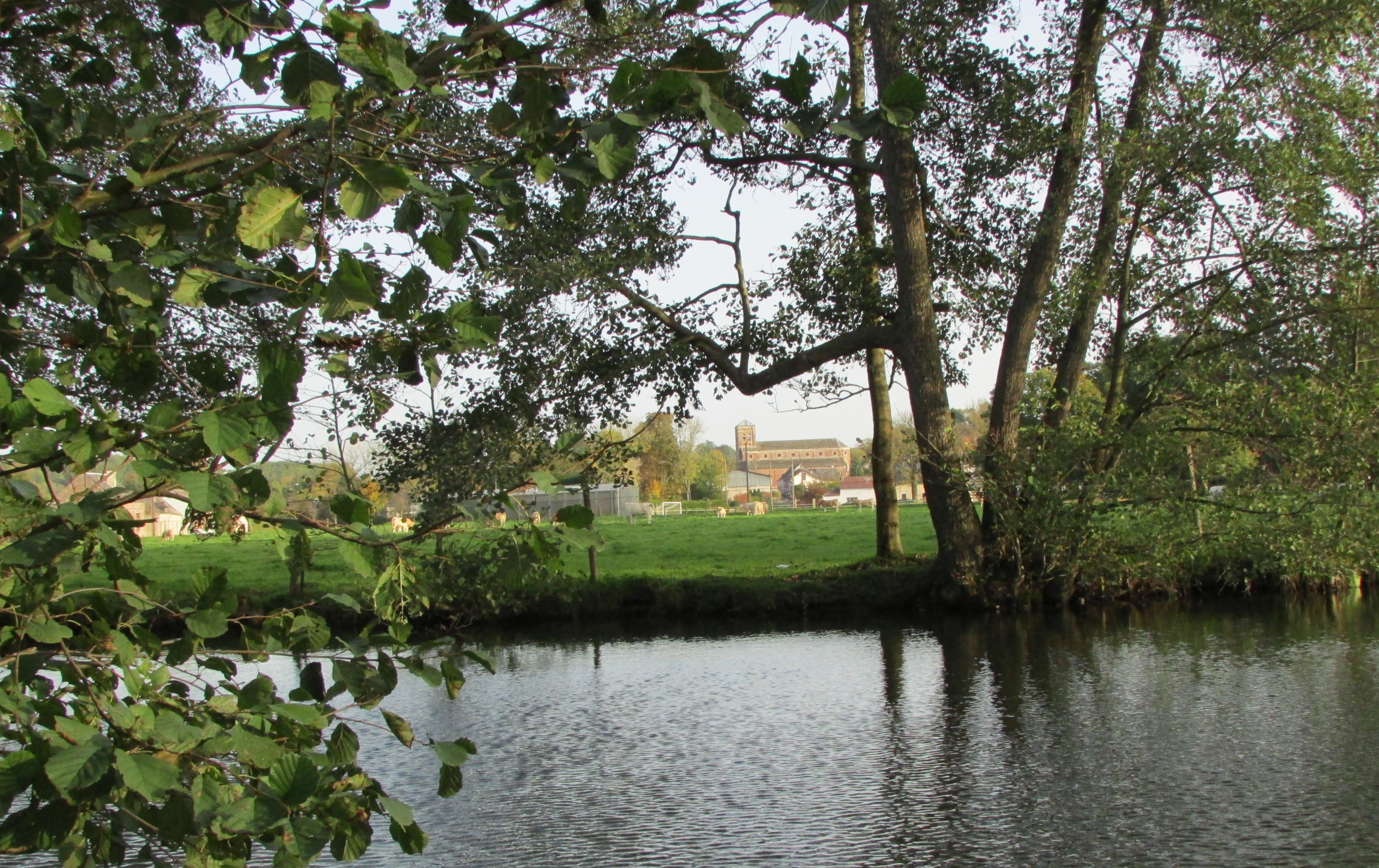
Vue de l'ancienne église de Saint-Germain depuis les rives de l'Oise.

### Cartes postales anciennes

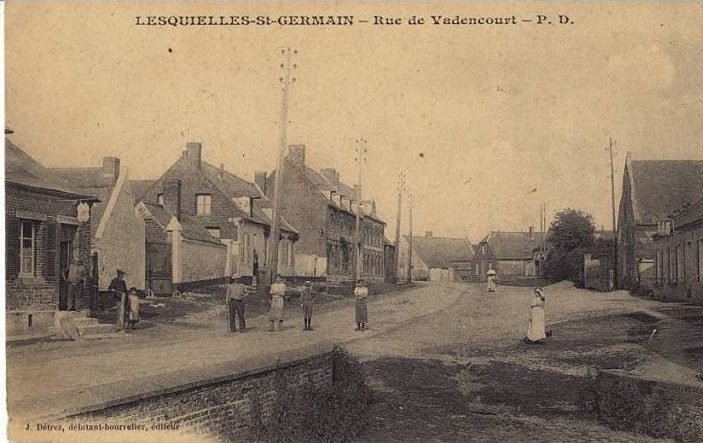
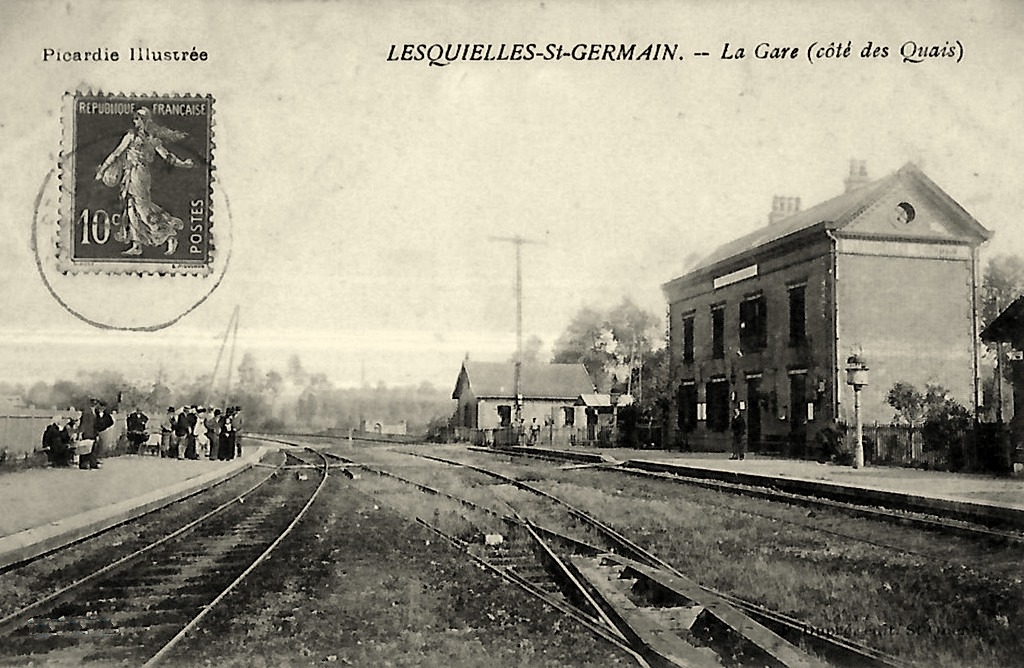
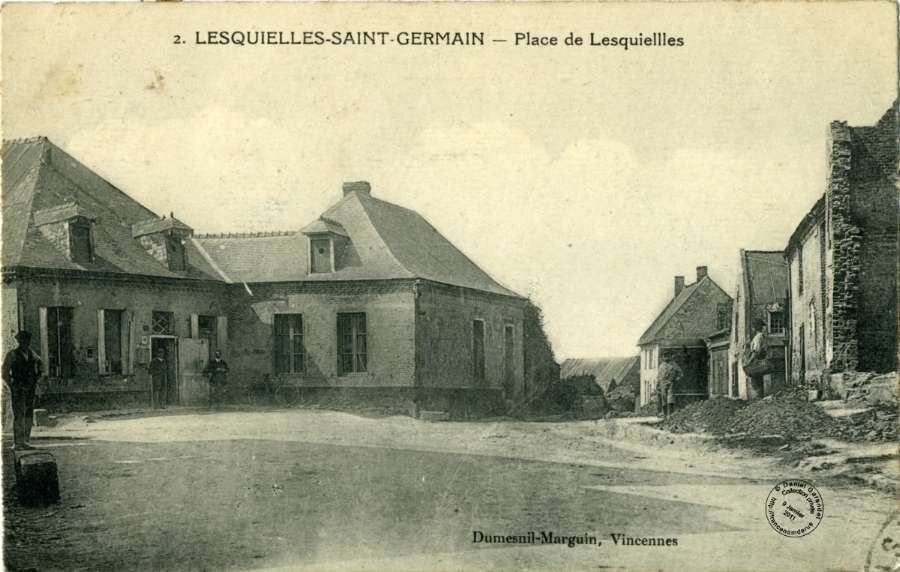
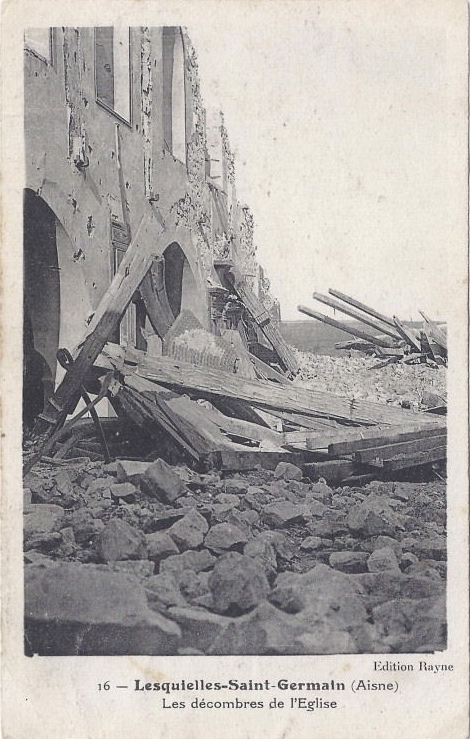
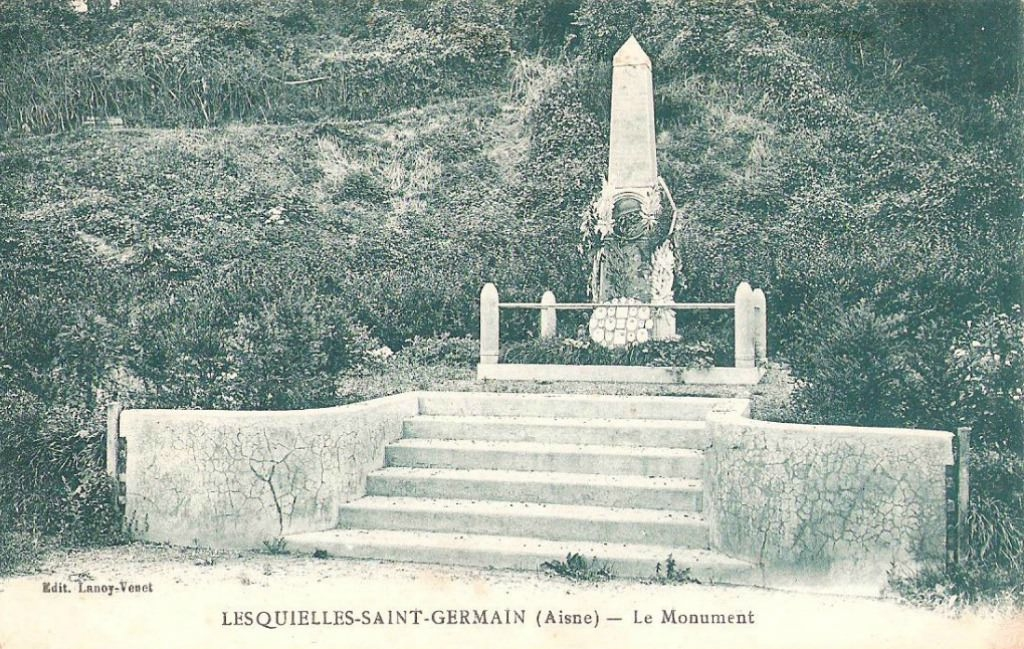

## Personnalités liées à la commune
- Henri Matisse, natif du Cateau-Cambrésis et ayant ses parents à Bohain, se retira à Lesquielles en 1903 et y demeura environ six mois.